# Naftali Bon
Naftali Bon (* 9. Oktober 1945 in Kapsabet; † 2. November 2018 ebenda) war ein kenianischer Leichtathlet.
Seinen bedeutendsten Erfolg erzielte der 1,77 m große und 61 kg schwere Mittelstreckenläufer in der 4-mal-400-Meter-Staffel bei den Olympischen Spielen 1968 in Mexiko-Stadt. Die kenianische Stafette gewann in der Aufstellung Daniel Rudisha, Munyoro Nyamau, Bon und Charles Asati mit einer Zeit von 2:59,64 min die Silbermedaille hinter den Vereinigten Staaten und vor der Bundesrepublik Deutschland. Bon startete in Mexiko-Stadt auch im 400-Meter-Lauf, schied jedoch bereits im Viertelfinale aus.
Am 5. September 1970 war Bon in London an der Aufstellung eines Weltrekords beteiligt. Eine kenianische Stafette in der Aufstellung Bon, Nyamau, Thomas Saisi und Robert Ouko lief die 4-mal-880-Yards-Strecke in 7:11,6 min.
Naftali Bons größte individuelle Erfolge waren seine Siege im 800-Meter-Lauf bei den Ost- und Zentralafrikameisterschaften 1969 und 1970.